# Tsuyoshi Shinchū
Tsuyoshi Shinchū (japanisch 新中 剛史 Shinchū Tsuyoshi; * 28. November 1986 in Kirishima) ist ein japanischer Fußballspieler.

## Karriere
Shinchū erlernte das Fußballspielen in der Schulmannschaft der Kagoshima Josei High School und der Universitätsmannschaft der Biwako Seikei Sport College. Seinen ersten Vertrag unterschrieb er 2009 bei Fagiano Okayama. Der Verein spielte in der zweithöchsten Liga des Landes, der J2 League. Im Juni 2009 wurde er an den Matsumoto Yamaga FC ausgeliehen. 2010 kehrte er zu Fagiano Okayama zurück. Für den Verein absolvierte er 11 Ligaspiele. Im Juli 2014 wechselte er zu Kagoshima United FC. Am Ende der Saison 2015 stieg der Verein in die J3 League auf. Ende 2016 beendete er seine Karriere als Fußballspieler.